# 钝头冬青
钝头冬青（学名：Ilex triflora var. kanehirai）为冬青科冬青属下的一个变种。

## 扩展阅读
- 維基物種上的相關：钝头冬青